# Creugas navus
Creugas navus is een spinnensoort uit de familie van de loopspinnen (Corinnidae).
De wetenschappelijke naam van de soort werd in 1899 als Corinna nava gepubliceerd door Frederick Octavius Pickard-Cambridge.